# Звериная натура
«Звериная натура» (англ. Human Nature) — американо-французский комедийно-драматический фильм Мишеля Гондри по сценарию Чарли Кауфмана, являющийся режиссёрским дебютом Гондри. Главные роли в картине исполнили Тим Роббинс, Патрисия Аркетт, Рис Иванс и Миранда Отто.
«Звериная натура» — это комическое исследование внешних признаков желаний и стремлений в мире, где и природа, и культура идеализированы.

## Сюжет
Одержимый этикетом учёный и писательница-натуралистка посвятили себя жизни на природе. Они обнаруживают человека, выращенного приматами вдали от цивилизации. Пока учёный Нейтан обучает дикаря Паффа мирской жизни (начиная с правил поведения за столом), влюблённая в Нейтана Лайла стремится сохранить обезьяноподобное прошлое обнаруженного «маугли», представляющее недоступную большинству свободу. Возникает необычный любовный треугольник.

## Актёрский состав
- Тим Роббинс — Нейтан Бронфман
- Патрисия Аркетт — Лайла Джут
  - Хилари Дафф — Лайла Джут в юности
- Рис Иванс — Пафф
- Рози Перес — Луиз
- Миранда Отто — Габриэль
- Питер Динклэйдж — Фрэнк
- Мэри Кей Плейс — миссис Бронфман
- Роберт Форстер — мистер Бронфман
- Тоби Хасс — отец Паффа

## Производство
Стивен Содерберг был заинтересован в экранизации сценария Чарли Кауфмана в 1996 году, когда Кауфман пытался найти продюсеров для экранизации его сценария «Быть Джоном Малковичем». Содерберг планировал взять на роль Нейтана Бронфмана Дэвида Хайда Пирса, на роль Лайлы Джут Марису Томей, а также Криса Кэттэна на роль Паффа. Он покинул проект, когда ему предложили сценарий «Вне поля зрения».

## Критика
На агрегаторе рецензий Rotten Tomatoes фильм получил 49 баллов из 100 на основе 96 рецензий со средним рейтингом 5,8 из 10. Консенсус веб-сайта гласит: «Такая же причудливая, как „Быть Джоном Малковичем“, но не такая забавная, „Звериная натура“ кажется слишком натянутой и непривлекательной». На Metacritic средний балл составляет 56 из 100 на основе 30 критиков, что указывает на «смешанные или средние отзывы». Роджер Эберт наградил фильм тремя звездами из четырех, высоко оценив «чудаковатое очарование» фильма. 

## Награды и номинации
Приз «Большие надежды» на МКФ в Мюнхене, премия Национального совета обозревателей США за сценарий (также за фильмы «Адаптация» и «Признания опасного ума» — обе награды в 2002 году.